# Gáza
Gáza (arabul: غزة), más néven Gázaváros a Palesztin Autonóm Területek Gázai övezetének legnagyobb települése és székhelye. Kikötőváros, Tel-Avivtól kb. 65 km-re délre. Lakossága 2012-ben 515 550 volt. Az emberek legnagyobb része a szunnita iszlám vallás követője.

## Története
Gáza története mintegy 5000 évre nyúlik vissza, így az egyik legrégebbi ismert város a világon. Neve már a Teremtés könyvében említve van, mint kánaáni város, illetve az Amarna-levelekben is, "Azzati" néven. A karavánutak fontos állomása volt a  Via Maris  vonalon, amely Egyiptomot és Mezopotámiát összekötötte.
Kr. e. 13. században a filiszteusok telepedtek itt le, és Gáza az egyik városkirályságuk és Dágon isten központi kultuszhelye volt.
A zsidó honfoglalás idején Józsué ezt a várost Júda törzsének juttatta, amely később elfoglalta, majd ismét a filiszteusok vették be. Az ószövetségi történet alapján legendás erejű Sámson itt döntötte romba Dágon isten templomát.
Kr. e. 10-11. században Dávid király uralkodása alatt újra zsidó megszállás alatt állt.
Az asszírok hódítása idején III. Tukulti-apil-ésarra Gáza felé tört seregével. A város elesett és uralkodója Egyiptomba menekült, ám később vazallus irányítóként visszatért, a város asszír uralom alatt élt tovább.
II. Nékó fáraó alatt egyiptomi uralom alá került. A babiloni és perzsa hódítások idején, a Kr. e. 6. században a filiszteusok, mint külön népcsoport eltűntek, asszimilálódtak a környező népekbe.
Ezután görög fennhatóság alá került. Nagy Sándor öt hónapig ostromolta Gázát, az utolsó várost, amely ellenállt neki az Egyiptom felé vezető úton. Végül Kr. e. 332-ben elfoglalta. A lakosait megölték vagy fogságba vitték, majd a várost régióbeli emberekkel telepítették be.
A rómaiak alatt a Júdeai tartományhoz csatolták, Pompeius szabad várossá (civitas libera) emelte. Majd bizánci, később - már a középkorban - iszlám uralom következett.
A város mellett zajlott le 1244-ben az egyesült szír-keresztény seregek, illetve a Hvárezmi Birodalom felől betörő nagyobbrészt türk, s mellettük mongol, valamint perzsa lovashadak és velük szövetséges egyiptomiak közötti gázai csata. Az Ajjúbida dinasztia alatt a mongolok teljesen elpusztították Gázát. Majd az egyiptomi Bahri mamlúkok, utána a török Oszmán Birodalom uralma alá került egészen a 20. század elejéig, amikor is brit fennhatóság alá került Palesztina.
A II. világháború után egyiptomi, majd izraeli megszállás következett, egészen azok 2005-ös kivonulásáig. Az izraeli kivonulást követően a gázai-övezetben a Hamász szélsőséges palesztin szervezet vette át a hatalmat, fegyveres erővel szorítva ki onnan ellenfelét, a Fatahot. A Hamász hatalomátvételét követően rendszeresen támadott rakétákkal izraeli célpontokat, így az izraeli hadsereg 2008 óta blokád alatt tartja az övezetet és időnként légitámadásokat hajt végre az övezet települései, elsősorban Gáza városa ellen.

## Fordítás
- Ez a szócikk részben vagy egészben  a   History of Gaza című angol Wikipédia-szócikk fordításán alapul.  Az eredeti cikk szerkesztőit annak laptörténete sorolja fel. Ez a jelzés csupán a megfogalmazás eredetét és a szerzői jogokat jelzi, nem szolgál a cikkben szereplő információk forrásmegjelöléseként.